# اقتصاديات الدواء

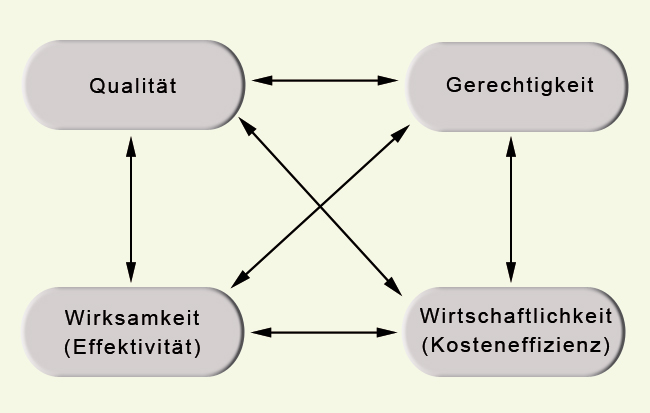

اقتصاديات الدواء تشير إلى التخصص العلمي الذي يقارن بين قيمة دواء صيدلاني أو علاج عقاري وآخر. وهو أحد فروع التخصص العلمي اقتصاديات الصحة. وتعمد دراسة اقتصاديات الدواء إلى تقدير قيمة (يتم التعبير عنها بمصطلحات مالية) وتأثيرات (يتم التعبير عنها بقيمة مالية أو فاعلية أو جودة الحياة المحسنة) المستحضر الصيدلاني. وتوجد أنواع عديدة من تقييمات اقتصاد الدواء: تحليل خفض التكاليف وتحليل التكاليف والمنافع وتحليل فعالية التكاليف وتحليل فوائد التكلفة. وتفيد دراسات اقتصاد الدواء في التوجيه للتخصيص الأمثل لموارد الرعاية الصحية، والذي يكون بطريقة قياسية وأساس علمي.
يعد تحديد المنظور الذي ينبغي إجراء التحليل باستخدامه (مثل، المنظور المؤسسي أو المجتمعي) أحد الاعتبارات المهمة في تقييم اقتصاد الدواء.

## أهمية تحليل فعالية التكاليف
يعتمد تحليل التكاليف والمنافع (CBA) على المعيار الاقتصادي للكفاءة. ويتطلب تحليل التكاليف والمنافع قياس كافة التكاليف والمنافع التي تسهم بشكل مباشر أو غير مباشر في نتيجة البحث. ويشكل تحليل التكاليف والمنافع أهمية لإخصائيي الرعاية الصحية وواضعي السياسات؛ حيث إنه يحدد عدم الكفاءة التي تعادل خسائر الرفاهية (وبشكل مثالي، فإن الهدف هو تقليل خسائر الرفاهية). وقد أصبح تحليل التكاليف والمنافع المعيار لاقتصاديات الرفاهية المعاصرة. وعند دراسة معيار اقتصاديات الرفاهية، يتم تطبيق التحليل الحدي على تحليل التكاليف والمنافع بحيث يمكن حساب المنافع الاجتماعية الحدية والتكاليف الاجتماعية الحدية. وستزداد المنفعة الصافية العائدة على المجتمع إلى الحد الأقصى حيث تتساوى المنافع الاجتماعية الحدية مع التكاليف الاجتماعية الحدية في تقييم تحليل التكاليف والمنافع.
يمكن أن يصبح معدل تحليل فعالية التكاليف (CEA) أداة أكثر عملية في اتخاذ القرار بشأن تحليل التكاليف والمنافع، من حيث أنه يتضمن إجراء مقارنة بين تكاليف تحقيق أهداف غير مالية معينة، مثل الحيوات التي تم إنقاذها أو تحسين الصحة أو جودة الحياة. ويمكن تطبيق معدلات تحليل فعالية التكاليف عند التعبير عن التكاليف بالنقود (مثل، الدولارات) والمنافع بتحقيق نتائج صحية معينة. ويمكن التعبير عن المنافع بأية وحدة قياس (أيام بدون أزمة ربو أو عدد مرات دخول المستشفى للمعالجة، وغيرها)، ولكنها تكون موثوقة ومجدية فقط عندما تكون وحدات الإخراج متسقة على مستوى المشروعات أو النماذج. والهدف من تطبيق تحليل فعالية التكاليف هو إتاحة إمكانية إجراء مقارنة بين مجموعة متنوعة من التدخلات، وذلك من حيث المكاسب (الصحية) غير المادية بأية تكلفة، إلى جانب الحفاظ على أسس المقارنة بنفس مصطلحات أو وحدات القياس. وفي الأساس، تتم مقارنة وحدات مختلفة بمجرد وضع مقياس عام للنتيجة، بالإضافة إلى تحديد تكلفة عامة كوسيلة لتعيين الفعالية النسبية لأشكال مختلفة من العلاج أو التدخل. وكثيرًا ما يتم تصور تحليلات فعالية التكاليف عبر سطح مستوٍ لفعالية التكاليف مكون من دائرة كاملة. النتائج المرسومة في ربع الدائرة الأول هي الأكثر فعالية والأعلى تكلفة، والنتائج المرسومة في الربع الثاني هي الأكثر فعالية والأقل تكلفة، والمرسومة في الربع الثالث هي الأقل فعالية والأقل تكلفة، أما المرسومة في الربع الرابع فهي الأقل فعالية والأعلى تكلفة.
إن معدل فعالية التكاليف (CER) هو التمثيل الرياضي لهذا التحليل. ويتكون معدل فعالية التكاليف من التغير الذي يطرأ على التكاليف المجتمعية (مثل، الموارد والأموال)، وهو بسط الكسر، والتغير الذي يطرأ على المسائل الصحية (مثل، الإعاقة أو الأداء الوظيفي، والحياة القصيرة أو الطويلة)، وهو مقام الكسر. وساهمت الاختلافات في أشكال قياسات الإخراج وأساليب الخصم في جعل تحليل فعالية التكاليف مفيدًا في تحليل فوائد التكلفة (مثلاً، سنوات الحياة المعدلة نوعيًا، QALY) ولكن ينبغي أن يتأكد الباحث أو القائم بالتقييم من كون الوحدات التي تتم مقارنتها موحدة أو مطابقة على مدى تحليل محدد. وعند اكتشاف حدوث تقدم جيد في تطوير تحليل فعالية التكاليف، ربما يكون من المفيد حينها تحديد ما إذا كان من الممكن أن يتسع نطاق هذا التقدم ليشمل دراسة تحليل التكاليف والمنافع (بشكل أساسي، السؤال عما إذا كان تحليل فوائد التكلفة يحقق المعيار الاقتصادي للرفاهية).
عمد البروفيسور مايكل دروموند في كتابه مقدمة في اقتصاديات الدواء (Introduction to Pharmacoeconomics) إلى تسليط الضوء على أهمية تقييم المعالجة أو الدواء من حيث تأثيره على الحالة الصحية (أي البقاء على قيد الحياة وجودة الحياة ونتائج معينة) وتأثيره على تكاليف الرعاية الصحية (أي، التكاليف لكل سنة حياة معدلة نوعيًا وعدد مرات دخول المستشفى للمعالجة والأدوية والإجراءات). وبشكل جوهري، توجد طريقتان لإجراء هذا التقييم: الدراسات القائمة على التجربة أو دراسات النمذجة. وتشير الدراسات القائمة على التجربة إلى التجارب السريرية المرتبطة بالتقييمات الاقتصادية المتزامنة. وتستخدم دراسات النمذجة أساليب تحليل القرارات أو الوبائيات لمراجعة الدراسات السابقة وتقييمها وتحليلها. وكثيرًا ما يستخدم تطوير الدواء في الدراسات القائمة على التجربة. وقد نتجت هذه الدراسات في الغالب كرد فعل للتأثيرات الدولية.
في عام 1993، أصبحت أستراليا الدولة الأولى على مستوى العالم التي تستخدم تحليل اقتصاد الدواء كجزء من عملية اتخاذ قرار ما إذا كان ينبغي على الحكومة الفيدرالية تقديم الدعم للأدوية الجديدة. وتنصح اللجنة الاستشارية لفوائد الأدوية (PBAC) وزراء الحكومة الفيدرالية بما إذا كان ينبغي وضع الأدوية الجديدة في قائمة مخصصة للأدوية التي يستطيع المستهلكون شراؤها فيما بعد من الصيدليات بأسعار مدعمة. ومنذ عام 1993، يستخدم هذا الأسلوب في تقييم التكاليف والمنافع في كندا وفنلندا ونيوزيلندا والنرويج والسويد والمملكة المتحدة.